# .bcn
El domini .bcn és un domini de primer nivell genèric proposat per l'Ajuntament de Barcelona amb la intenció de promocionar internacionalment la ciutat de Barcelona i oferir nous serveis públics als ciutadans.
Segons l'Ajuntament, es pretén que el domini .bcn mantingui una relació de "cooperació i suma d'esforços" amb el domini .cat tot i que la proposta ja ha rebut les crítiques de la Generalitat de Catalunya i de diverses personalitats del món cultural i tecnològic de Catalunya.
Des d'altres ciutats com Berlín, París o Nova York també s'ha sol·licitat a la ICANN, la gestora internacional dels dominis d'Internet, la creació d'un domini propi que les representi a Internet, els quals es podrien posar en funcionament a partir del 2010.